# Une grande joie
Une grande joie est une nouvelle d'Anton Tchekhov, parue en 1883.

## Historique
Une grande joie est initialement publiée dans la revue russe Le Spectateur, no 3, du 8 janvier 1883, sous le pseudonyme A.Tchékhonté. Aussi traduit en français sous le titre Un grand honneur.

## Résumé
Le jeune Mitia Kouldarov rentre tard chez ses parents. Il est en proie à une grande excitation : ça y est il est maintenant « connu de la Russie entière », les journaux ont parlé de lui.
Devant sa famille ébahie, il lit l’article qui lui est consacré : « Le fonctionnaire Kouldarov en état d’ébriété a été renversé par le cocher Ivan Drotov. Le traîneau lui a passé sur le corps, mais le coup fut jugé sans gravité par le médecin ».
Kouldarov, joyeux et triomphant, va maintenant faire lire l’article à toutes ses connaissances.

## Édition française
- Une grande joie, traduit par Madeleine Durand et André Radiguet, in Œuvres I, Paris, Éditions Gallimard, coll. « Bibliothèque de la Pléiade » no 197, 1968  (ISBN 978-2-07-0105-49-6).